# 小行星6033
小行星6033是一颗围绕太阳公转的小行星。1984年9月24日，亨利·德波鸿诺在拉西拉天文台发现了此天体。
这颗小行星的绝对星等为72.70864等。